# Palpimanus leppanae
Palpimanus leppanae là một loài nhện trong họ Palpimanidae. Loài này được phát hiện ở Zuid-Afrika.